# Globalização política

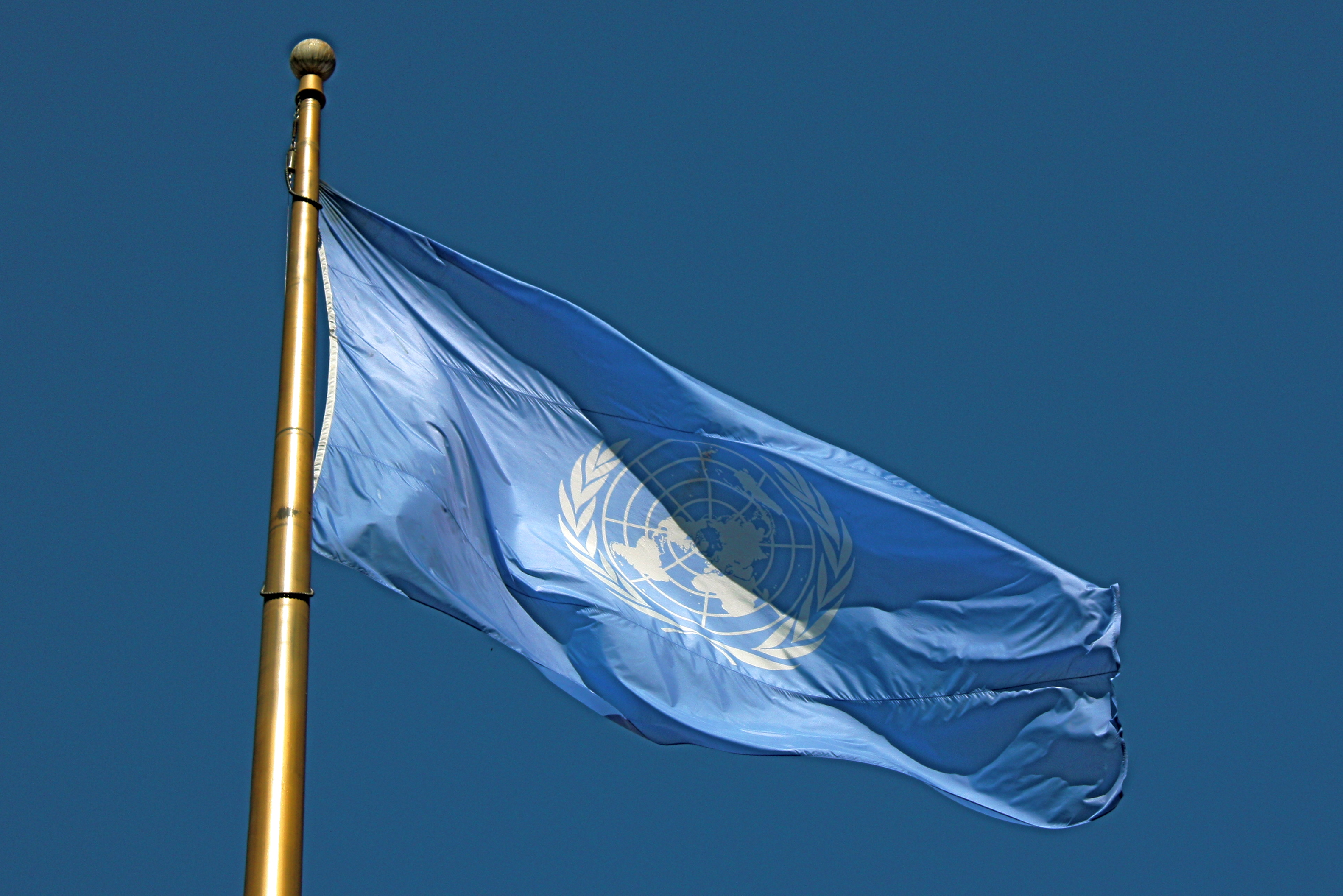
A bandeira das Nações Unidas voando na Praça das Nações Unidas no Civic Center, San Francisco, Califórnia. A ONU é uma das organizações-chave no processo de globalização política

A globalização política é o crescimento do sistema político mundial, tanto em tamanho quanto em complexidade. Esse sistema inclui governos nacionais, suas organizações governamentais e intergovernamentais, bem como elementos independentes do governo da sociedade civil global, como organizações não governamentais internacionais e organizações de movimentos sociais. Um dos aspectos-chave da globalização política é o declínio da importância do estado-nação e a ascensão de outros atores no cenário político. A criação e existência das Nações Unidas é considerada um dos exemplos clássicos de globalização política.
A globalização política é uma das três principais dimensões da globalização comumente encontradas na literatura acadêmica, sendo as outras duas a globalização econômica e a globalização cultural.

## Definições
William R. Thompson a definiu como "a expansão de um sistema político global e suas instituições, nas quais as transações inter-regionais (incluindo, mas certamente não se limitando ao comércio) são gerenciadas". Valentine M. Moghadam a definiu como "uma tendência crescente para o multilateralismo (no qual as Nações Unidas desempenham um papel fundamental), para um emergente 'aparato estatal transnacional' e para o surgimento de organizações não-governamentais nacionais e internacionais que atuam como vigilantes dos governos e aumentaram suas atividades e influência". Manfred B. Steger, por sua vez, escreveu que "refere-se à intensificação e expansão das inter-relações políticas em todo o mundo". A definição mais longa de Colin Crouch é a seguinte: "A globalização política refere-se ao crescente poder das instituições de governança global, como o Banco Mundial, o Fundo Monetário Internacional (FMI) e a Organização Mundial do Comércio (OMC). Mas também se refere à disseminação e influência de organizações não-governamentais internacionais, organizações de movimentos sociais e redes de defesa transnacionais que operam além das fronteiras e constituem uma espécie de sociedade civil global." Finalmente, Gerard Delanty e Chris Rumford a definem como "uma tensão entre três processos que interagem para produzir o complexo campo da política global: geopolítica global, cultura normativa global e redes policêntricas".

## Metodologia
Salvatore Babones, discutindo fontes usadas por estudiosos para estudar globalizações políticas, observou a utilidade do Europa World Year Book para dados sobre relações diplomáticas entre países, publicações do Instituto Internacional de Estudos Estratégicos, como The Military Balance, para questões militares, e a publicação do governo dos EUA, Patterns of Terrorismo Global para questões de terrorismo.
A globalização política é medida agregando e ponderando dados sobre o número de embaixadas e altos comissários em um país, o número de membros do país em organizações internacionais, sua participação nas missões de paz da ONU e o número de tratados internacionais assinados por esse país. Esta medida foi usada por Axel Dreher, Noel Gaston, Pim Martens Jeffrey Haynes e está disponível no Instituto KOF da ETH Zurich.

## Aspectos
Como a própria globalização, a globalização política tem várias dimensões e se presta a várias interpretações. Tem sido discutido no contexto de novas possibilidades emancipatórias, bem como no contexto de perda de autonomia e fragmentação do mundo social. A globalização política pode ser vista em mudanças como a democratização do mundo, a criação da sociedade civil global, e o movimento para além da centralidade do estado-nação, particularmente como o único ator no campo da política. Algumas das questões centrais para a discussão da globalização política dizem respeito ao futuro do Estado-nação, se sua importância está diminuindo e quais são as causas dessas mudanças; e entender o surgimento do conceito de governança global. A criação e existência das Nações Unidas tem sido considerada um dos exemplos clássicos de globalização política. Ações políticas de organizações não-governamentais e movimentos sociais, preocupadas com diversos temas, como a proteção do meio ambiente, é outro exemplo.
David Held propôs que a globalização política contínua pode levar à criação de uma democracia cosmopolita semelhante a um governo mundial, embora essa visão também tenha sido criticada por ser muito idealista.

## Globalização Política e Estado-Nação
Há um debate acalorado sobre Globalização Política e Estado-Nação. A questão que surge é se a globalização política significa ou não o declínio do estado-nação. Os hiperglobalistas argumentam que a globalização engolfou o mundo de hoje de tal forma que as fronteiras dos estados estão começando a perder importância. No entanto, os céticos consideram isso uma ingenuidade, acreditando que o Estado-nação continua sendo o ator supremo nas relações internacionais.